# Darío Gómez (pelotari)
Darío Gómez Gil, llamado Darío, nacido en Ezcaray (La Rioja) el 24 de febrero de 1996, es un pelotari español de pelota vasca en la modalidad de mano, que juega en la posición de delantero.

## Final del Cuatro y Medio de 2.ª categoría
| Año  | Campeón | Subcampeón | Tanteo | Frontón  |
| ---- | ------- | ---------- | ------ | -------- |
| 2016 | Jaka    | Darío      | 22-10  | Adarraga |

## Final del Manomanista de 2.ª Categoría
| Año  | Campeón | Subcampeón | Tanteo | Frontón |
| ---- | ------- | ---------- | ------ | ------- |
| 2019 | Darío   | Elordi     | 22-12  | Labrit  |